# 통가

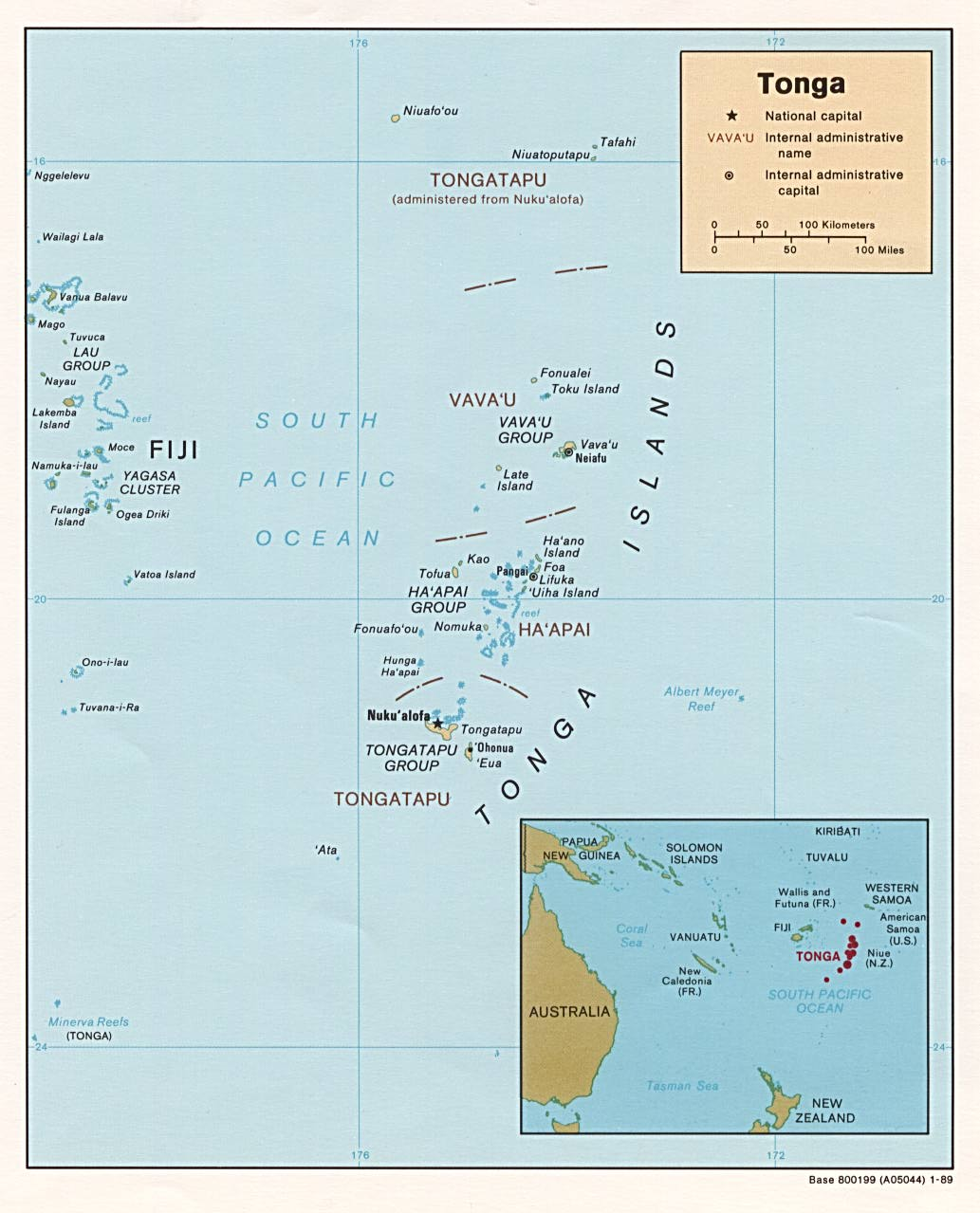
통가의 국토

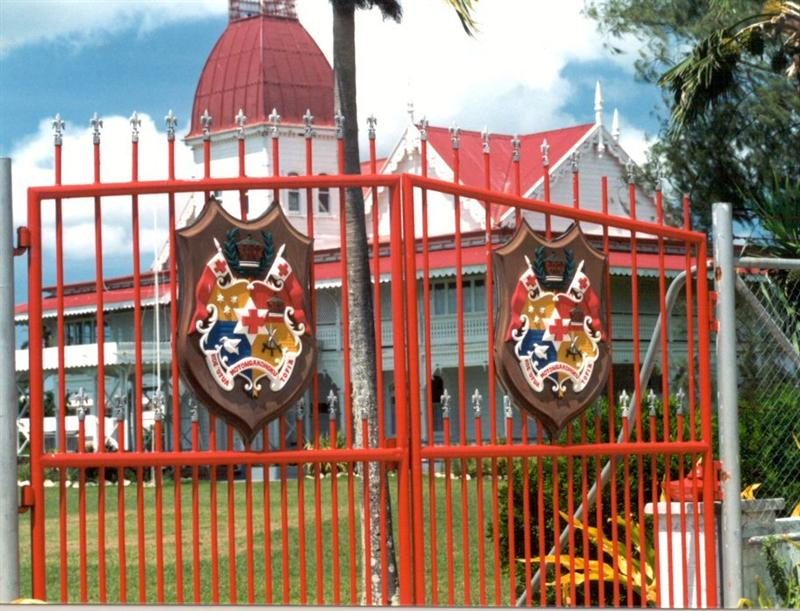
통가의 왕궁

통가 왕국(통가어: Puleʻanga Fakatuʻi ʻo Tonga 풀레앙아 파카투이 오 통아 영어: Kingdom of Tonga), 약칭 통가(통가어: Tonga)는 오세아니아의 폴리네시아에 있는 국가로, 수도는 누쿠알로파이다. 오세아니아에 산재하는 섬들로 이루어진 통가 제도를 국토로 하며 171개 섬 가운데 36개 섬에만 주민이 거주한다.
총 면적은 약 750제곱킬로미터로, 남태평양에 걸쳐 700,000제곱킬로미터에 흩어져 있다. 2021년 기준으로 총 인구는 104,494명이며, 그 중 70%는 주요 섬인 통가타푸에 거주하고 있다. 북쪽에서 남쪽으로 약 800킬로미터까지 뻗어 있으며, 북서쪽으로는 피지와 프랑스령 왈리스 푸투나, 북동쪽으로는 사모아, 서쪽으로는 프랑스령 뉴칼레도니아와 바누아투, 동쪽으로는 니우에, 남서쪽으로는 뉴질랜드 커르머덱 제도와 인접한다. 통가는 뉴질랜드 북섬에서 약 1,800킬로미터 떨어져 있다. 하파이 제도에 속한 카오섬(Kao), 토푸아섬(Tofua)과 같은 화산섬도 있다. 대부분이 산호섬이고 최대 섬은 남쪽 끝에 있는 통가타푸섬이다.
통가는 약 2,500년 전, 라피타 문화의 폴리네시아 정착민들에 의해 처음으로 사람이 거주하기 시작하였다. 이들은 점차 독특한 언어, 문화를 발전시키며 통가인으로서의 정체성을 형성하였다. 통가인들은 남태평양 전역에 걸쳐 강력한 세력을 구축하였는데 이 시기의 통가는 '통가 제국'으로 알려져 있다. 최초의 통가 왕인 아호에이투의 통치 아래 통가는 지역 강국으로 성장하였다. 이 제국은 바다를 지배하는 해양제국으로서, 솔로몬 제도의 일부와 뉴칼레도니아와 피지 전역에서부터 서쪽의 사모아와 니우에, 그리고 현재의 프랑스령 폴리네시아 일부에 이르기까지 태평양 전역을 정복하고 통제하였다. 투이 통가는 경제적, 민족적, 문화적 영향력으로 유명해졌으며, 이러한 영향력은 13세기 사모아인의 저항과 1616년 유럽인들이 이 섬들을 발견한 이후에도 여전히 강력하게 유지되었다.
1900년부터 1970년까지 통가는 영국의 보호령 상태에 있었다. 영국은 우호 조약에 따라 통가의 외교를 관리했으나, 통가는 어떠한 외세에도 주권을 양도하지 않았다. 2010년 통가는 전통적인 전제군주제에서 벗어나 반입헌군주제로 나아가는 결정을 내렸으며, 입법 개혁을 통해 최초의 부분적 대표 선거를 실시하였다.
통가는 영연방, 유엔, 태평양 제도 포럼, 군소 도서 국가 연합의 회원국이다.

## 국명
"통가"라는 단어는 통가어를 비롯해 여러 폴리네시아 언어에서 "남향"이라는 의미의 "파카통가"에서 유래되었다. 이 군도가 서부 폴리네시아의 섬들 중에서 가장 남쪽에 위치해 있기 때문에 이러한 이름이 붙여졌다. 또한 "통가"라는 단어는 하와이어의 "코나"(kona)와 어원이 같은데, "코나"는 "바람이 불지 않는 쪽"을 의미하며, 이는 하와이의 코나 지역의 어원이기도 하다.
서양에서는 '친절한 섬'이라는 뜻의 '프렌들리 아일랜드'로도 알려지게 되었는데, 이는 1773년 제임스 쿡 선장이 처음 방문했을 때 받은 환대 덕분이었다. 쿡 선장이 도착한 시기는 매년 열리는 이나시 축제 기간이었으며, 이 축제기간 중에 섬의 군주인 투이 통가에게 첫 수확물을 바치는 의식이 열린다. 쿡은 여기 초대받아 참여하게 되었다. 그러나 그로부터 30여년 뒤 통가에서 4년간 거주한 윌리엄 매리너에 따르면, 당시 통가의 귀족들은 쿡을 축제중 살해하려 했으나, 그 계획을 어떻게 실행할지 합의하지 못해 실행에 옮기지 않았다고 한다.

## 역사
통가 신화에 따르면, 반신반인인 마우이가 바다에서 섬들을 끌어올렸으며, 그 결과 통가타푸, 하파이 제도, 바바우가 처음으로 나타났고, 이들은 오늘날의 통가를 이루게 되었다.
오스트로네시아어를 사용하는 한 집단이 기원전 1500년에서 1000년 사이에 통가에 거주하기 시작했는데, 이들은 고고학자들이 라피타 문화라고 부르는 문화와 관련이 있는 집단으로 멜라네시아에서 사모아까지 퍼져 나갔다. 정확히 통가에 사람이 언제 처음 정착되었는지에 대해서는 학자들 사이에 여전히 논쟁이 있지만, 토륨 연대 측정에 따르면 최초의 거주지인 누쿨레카에 정착민들이 기원전 888년 ± 8년에 도착한 것으로 확인되었다. 통가의 선사시대 역사는 구전 역사로 세대를 거쳐 전수되었다.
12세기경에 이르러, 통가인들과 통가의 군주인 투이 통가는 니우에, 사모아, 로투마, 왈리스 푸투나, 뉴칼레도니아, 티코피아에 이르기까지 중앙 태평양 전역에서 명성을 얻었는데, 이 시기에 투이 통가 제국이 존재했다고 말하는 역사가들도 있다. 15세기와 17세기에는 통가에서 내전이 발생한 것으로 알려져 있다.
통가인은 1616년에 처음으로 유럽인을 만났는데, 이때 네덜란드 선박인 엔드라흐트(Eendracht)호가 빌럼 스하우텐 선장의 지휘 아래 무역을 목적으로 섬들을 잠시 방문하였다. 이후 여러 네덜란드 탐험가들이 통가를 방문했는데, 니우아토푸타푸 북쪽 섬을 방문한 야코브 레 마이르와 1643년에 통가타푸와 하아파이를 방문한 아벨 타스만이 대표적이다. 이후 주목할 만한 유럽인 방문자들로는 1773년, 1774년, 1777년에 영국 해군의 제임스 쿡, 1781년에 스페인 해군 탐험가 프란시스코 무렐레 데 라 루아, 1793년에 알레산드로 말라스피나, 1797년에 첫 런던 선교사들, 그리고 1822년에 웨슬리안 감리교 목사인 월터 로리가 있다.
이후 서양의 고래잡이 선박들이 정기적으로 통가를 방문했다. 기록된 최초의 고래잡이 선박은 1799년 6월에 통가 섬들 사이에서 목격된 앤과 희망호였다. 마지막으로 알려진 고래잡이 방문자는 1899년에 도착한 알바트로스호였으며, 이 배는 통가에 도착해 물, 음식, 목재 등을 보충하려 했다. 서양인들이 가장 자주 방문한 섬들은 아타, 에우아, 하아파이, 통가타푸, 바바우였다. 때때로 통가 남성들은 이 선박들의 승무원으로 고용되기도 했다. 1840년 미국 탐험대가 통가를 방문했다.
1845년, 야심 찬 젊은 통가 전사이자 전략가, 웅변가였던 타우파하우는 통가를 하나의 왕국으로 통합했다. 그는 투이 카노쿠풀루라는 족장 칭호를 가지고 있었지만, 1831년에 감리교 선교사들에 의해 시아오시("조지")라는 이름으로 세례를 받았다. 1875년 그는 선교사 셜리 월데마 베이커의 도움을 받아 통가를 입헌 군주국으로 선언하고, 서구의 왕실 스타일을 공식적으로 채택했으며, 농노들을 해방하고, 법전과 토지 소유권, 언론의 자유를 법적으로 보장하며, 족장들의 권한을 제한했다.
1900년 5월 18일, 유럽인 정착민들과 경쟁하는 통가 족장들이 타우파아하우의 후계자를 왕위에서 쫓아내려는 시도가 실패한 후, 통가는 영국과의 우호 조약에 따라 보호국이 되었다. 이 조약에 따라 영국은 통가에 영사 이상의 상주 대표를 두지 않았다(1901~1970). 영국의 보호 아래 통가는 주권을 유지했으며, 군주제를 유지한 유일한 태평양 국가로 남았다. 통가 군주제는 하나의 가문에서 이어지는 끊기지 않은 세습 군주제를 따른다.
1958년 영국-통가 우호조약이 체결되어 영국은 외교와 군사권만을 보유한 채 자치권의 확대를 인정하였다. 우호 조약과 통가의 보호국 지위는 1965년 사망한 통가의 살로테 투포우 3세 여왕이 사전에 마련한 협정에 따라 1970년에 종료되었다. 영국과의 관계 덕분에, 통가는 1970년 6월 4일, 완전히 독립하여 영연방에 가입했으며, 이는 말레이시아, 레소토, 에스와티니와 함께 영국 군주가 아닌 자체 군주를 가진 국가로서 영연방에 가입한 드문 사례 중 하나이다. 통가는 1999년 9월에 유엔 회원국이 되었다. 통가는 강대국으로부터 식민지가 될 위협에 노출되었음에도 불구하고 항상 자주적으로 통치하여 태평양 지역에서 독특한 사례로 평가받고 있다.
2022년 1월, 통가타푸 본섬 북쪽 65킬로미터(40마일) 지점에 위치한 훙가통가섬 화산이 폭발하면서, 군도 일부 지역과 수도 누쿠알로파를 포함한 지역에 쓰나미가 발생했다. 이 폭발은 통가에 큰 피해를 입혀 대부분의 통신이 두절되었으며, 통가에서 네 명이 사망했다. 통가 케이블 시스템의 인터넷 및 전화 연결을 위한 해저 광섬유 케이블을 복구하는 데 약 5주가 소요되었다.

### 역대 군주
- 투포우라는 말은 통가 왕의 호칭이다. 여왕은 국가원수가 되면 역시 투포우라는 호칭이 붙는다.

- 1대 : 조지 투포우 1세
- 2대 : 조지 투포우 2세
- 3대 : 살로테 투포우 3세
- 4대 : 타우파하우 투포우 4세
- 5대 : 시아오시 투포우 5세
- 6대 : 아호에이투 투포우 6세

## 지리
뉴질랜드의 북동쪽 약 1,900km 지점, 남위 15∼23°, 서경 173∼177° 사이에 산재하는 약 150여 개의 섬으로 이루어져 있다. 북쪽으로부터 바바우 제도, 하파이 제도, 통가타푸섬 세 개로 나뉘며 카오섬(1,030m), 토푸아섬(518m) 등 약간의 화산섬도 있으나 대부분이 산호섬이다. 최대의 섬은 남쪽 끝에 있는 통가타푸섬으로, 수도인 누쿠알로파가 있다.

## 교통
푸아모투 국제공항을 통해 국내의 다른 섬과 뉴질랜드, 피지, 오스트레일리아와 연결된다.

## 기후
연평균 기온은 18∼27℃이며 습도는 80% 안팎이다. 전 국토 중 영구경작지는 43%이고 경작이 가능한 땅은 24%다.
| Nukuʻalofa의 기후        | Nukuʻalofa의 기후 | Nukuʻalofa의 기후 | Nukuʻalofa의 기후 | Nukuʻalofa의 기후 | Nukuʻalofa의 기후 | Nukuʻalofa의 기후 | Nukuʻalofa의 기후 | Nukuʻalofa의 기후 | Nukuʻalofa의 기후 | Nukuʻalofa의 기후 | Nukuʻalofa의 기후 | Nukuʻalofa의 기후 | Nukuʻalofa의 기후 |
| 월                       | 1월               | 2월               | 3월               | 4월               | 5월               | 6월               | 7월               | 8월               | 9월               | 10월              | 11월              | 12월              | 연간              |
| ------------------------ | ----------------- | ----------------- | ----------------- | ----------------- | ----------------- | ----------------- | ----------------- | ----------------- | ----------------- | ----------------- | ----------------- | ----------------- | ----------------- |
| 역대 최고 기온 °C (°F)   | 32 (90)           | 32 (90)           | 31 (88)           | 30 (86)           | 30 (86)           | 28 (82)           | 28 (82)           | 28 (82)           | 28 (82)           | 29 (84)           | 30 (86)           | 31 (88)           | 32 (90)           |
| 일평균 최고 기온 °C (°F) | 28 (82)           | 29 (84)           | 28 (82)           | 27 (81)           | 26 (79)           | 25 (77)           | 25 (77)           | 24 (75)           | 25 (77)           | 25 (77)           | 27 (81)           | 27 (81)           | 26 (79)           |
| 일일 평균 기온 °C (°F)   | 25 (77)           | 25 (77)           | 25 (77)           | 24 (75)           | 23 (73)           | 21 (70)           | 21 (70)           | 21 (70)           | 21 (70)           | 22 (72)           | 23 (73)           | 23 (73)           | 23 (73)           |
| 일평균 최저 기온 °C (°F) | 22 (72)           | 22 (72)           | 22 (72)           | 21 (70)           | 20 (68)           | 18 (64)           | 17 (63)           | 18 (64)           | 17 (63)           | 19 (66)           | 20 (68)           | 20 (68)           | 20 (68)           |
| 역대 최저 기온 °C (°F)   | 16 (61)           | 17 (63)           | 15 (59)           | 15 (59)           | 13 (55)           | 11 (52)           | 10 (50)           | 11 (52)           | 11 (52)           | 12 (54)           | 13 (55)           | 16 (61)           | 10 (50)           |
| 평균 강우량 mm (인치)    | 130 (5.1)         | 190 (7.5)         | 210 (8.3)         | 120 (4.7)         | 130 (5.1)         | 100 (3.9)         | 100 (3.9)         | 130 (5.1)         | 110 (4.3)         | 90 (3.5)          | 100 (3.9)         | 120 (4.7)         | 1,530 (60)        |
| 평균 강우일수            | 11                | 13                | 14                | 12                | 12                | 10                | 10                | 12                | 10                | 10                | 10                | 10                | 134               |
| 평균 상대 습도 (%)       | 77                | 78                | 79                | 76                | 78                | 77                | 75                | 75                | 74                | 74                | 73                | 75                | 76                |
| 출처: Weatherbase        |                   |                   |                   |                   |                   |                   |                   |                   |                   |                   |                   |                   |                   |

## 인구와 주민
통가인은 문화적으로 외형적으로 폴리네시아인에 속하지만, 체형이나 언어는 사모아인 쪽이며 이런 점으로 미루어볼 때 그들은 직접 사모아를 거쳐 이곳으로 건너온 것으로 추정된다.
인구는 백인과 접촉하기 시작한 후부터 감소하였으나, 1920년대부터는 다시 증가 추세를 보인다. 혼혈이 적고 비교적 순수성을 지키고 있다. 그밖에 약간의 유럽인이 살고 있다.
주민들은 원시 농경과 어업에 종사하며 남녀 모두 문신을 새기는 풍습이 있다. 사회적으로는 부권(父權)이 강력한 가부장적 대 가족이 뿌리 박혀 있어 계층 질서의 발달이 뚜렷하며, 그 정점에 신의 자손이라고 믿어지고 있는 성왕(聖王)과 이를 돕는 속왕(俗王)이 왕국을 지배한다.
인구는 Worldometers에 따르면 10.6만 명(2020년 기준)가량이며, 종교는 99%가 기독교(대부분 Wesleyan Church계)를 신봉하고 있으며, 해외로 이주한 국민은 약 150만 명에 달한다.

## 행정 구역
통가의 행정 구역은 북쪽으로부터 바바우(Vava'u)·하파이(Ha'apai)·통가타푸(Tongatapu)의 3개 그룹으로 나뉜다. 수도는 누쿠알로파이다.

## 정치
총리와 각료는 국왕이 임명하며, 각료는 10명으로 구성되고 임기는 종신이다. 여기에 2명의 지사(知事)를 합하여 내각을 구성하게 되는데 지사도 국왕이 임명한다. 통가의 왕은 오세아니아의 군주 중 권력이 강력하다.
의회는 각료 12명, 33명의 귀족 중에서 선출하는 9명의 의원, 일반인이 선출한 9명의 의원으로 구성되는 정원 30명, 임기 3년의 단원제이다. 국왕은 2012년에 즉위한 투포우 6세(Tupou VI)이다.

## 군사
이 나라에는 지상군(Land Force), 왕실 근위대(Royal Guard), 해군(Naval Force), 해병대(Marine), 항공단(Air Wing), 해외 원정군(Territorial Forces)이 존재하고 있으며, 각군 총사령관은 투포우이다. 모두 통가 방위군(Tonga Defence Services)에 소속되어 있다. 운용할 수 있는 전력은 남자 34,254명, 여자 32,794명이다(2010년 추산). 국방비의 GDP 비중은 0.9%이다(2006년 추산).
통가 방위군은 1939년에 창설되었고, 제2차 세계 대전 당시 연합국 편에서 싸웠다. 2차 대전이 끝나고 잠시 해체되었으나, 1946년에 다시 창설되어 오늘에 이르고 있다.

## 경제
이 나라의 경제는 코프라, 바나나 등의 농산물을 주축으로 하는 1차 산업이 근간을 이루며, 그밖에 약간의 수산물이 있을 뿐이다. 1997년 기준 국내총생산(GDP)의 구성은 농업 30%, 공업 10%, 서비스업 60%이다. 농업에 종사하는 인구는 전체 노동인구의 65%에 해당하고 주요 농산물은 코코넛, 코코아, 커피 등이다. 최근에는 관광 수입이 큰 비중을 차지하고 있으며 해저 유전도 개발되고 있다. 1999년 당시 수출은 779만 달러, 수입은 6872만 달러였다. 2005년에는 수출이 1900만 달러, 수입이 1억 2800만 달러였다. 화폐 단위는 팡가이다. 최근에는 통가산 단호박을 대형마트에서 발견할 수 있는데, 우리나라 단호박에 비하면 크기가 엄청나게 크다.

## 사회
통가의 사회구조는 왕, 귀족, 마타푸레(왕족이나 귀족의 자손), 평민의 4계급으로 엄격하게 구별되어 있다. 국토는 정부, 왕, 왕족 및 귀족들이 소유하며, 평민이 토지를 소유하는 예는 전혀 찾아볼 수 없다. 단지 남자가 16세가 되면 정부 토지나 귀족 토지 중 3.4ha의 농지와 1,600m2의 택지를 임대할 수 있다. 할당받은 토지에 대하여 일정한 공납을 하는데, 정부 토지를 제외하고는 모두 물납제(物納制)이다.
이전에는 일부다처제였으나 기독교가 보급되면서 오늘날에는 일부일처제가 지배적이다. 의상도 예전에는 타파라고 하는 나무껍질로 만든 옷을 착용하였으나 오늘날에는 수입면 또는 화학섬유 등을 이용하고 있다.

## 교육
6세에서 14세 사이의 아동에게 의무교육이 국공립 학교에서 무료로 이루어진다. 선교 학교들은 초등 교육의 약 8%와 중등 교육의 90%를 제공하며, 나머지 교육은 국공립 학교에서 담당한다. 고등 교육에는 교사 훈련, 간호 및 의학 교육, 소규모 사립 대학교, 여성 비즈니스 칼리지, 그리고 여러 사립 농업 학교가 포함된다.
통가 국민들은 비교적 높은 교육 수준을 누리고 있어, 문해율은 98.9%에 달한다. 통가인들은 의학, 대학원 등의 고등 교육은 주로 해외에서 받는다. 통가인들은 자국 출신 학자들이 창출한 학문적 지식을 매우 중요하게 여겨 세계 어느 나라에서든 통가인이 작성한 모든 박사 및 석사 논문을 모은 "쿠쿠 카우나카 컬렉션"(Kukū Kaunaka Collection)이 통가 교육 연구소에서 보존되고 있다.

## 문화
통가는 풍부한 예술과 공예의 전통을 가지고 있다. 주요 공예로는 코코넛 잎으로 만드는 바구니 짜기, 고대의 성스러운 이미지를 조각하는 목각, 통가의 여성들이 자랑스럽게 착용하는 장신구 그리고 타파(Tapa)제품 등이 있다. 특히 타파는 통가에서 집중적으로 만들고 사용하는데 타파 옷감은 통가 사회생활에서 중요한 역할을 한다. 뽕나무 껍질을 타파옷감으로 가공하는 과정은 많은 시간과 숙련된 기술이 필요하다.
축제는 통가 생활양식의 주요한 부분으로 다양한 음식과 큰 규모로 인해 태평양 열도에서 아주 유명하다. 찐 돼지고기, 새끼 돼지, 물고기, 가재, 소고기, 문어, 여러 종류의 열대과일을 코코넛 잎으로 엮은 긴 그릇에 담는데 한 번에 30인분 정도까지도 담을 수 있다. 새끼돼지를 제외하고 나머지 음식은 우무(땅속 화덕)에서 익히거나 불에서 굽는다.
통가의 축제는 일반적으로 춤과 노래로 이어진다. 통가는 작은 그룹이나 혹은 수천 명이 함께 부르는 노래는 아주 유명하다. 라카라카(Lakalaka)는 통가의 전통 춤인데 12명 혹은 수백 명이 어디 서나 출 수 있다. 각각의 라카라카는 서로 다른 이야기를 가지고 있는데 춤추는 사람은 노래를 반주로 하여 춤을 춘다.국민에게 가장 인기 있는 스포츠는 농구·권투·크리켓·럭비·축구·배구 등이며 크리켓과 비슷한 라니타(lanita)라는 전통 놀이가 남아 있다. 특히 럭비 유니온의 경우 사모아, 피지 등 라이벌 국가와 퍼시픽 네이션스컵 대회의 구성원이며 축구는 아메리칸사모아에 진 기록이 있는 사실상 유일한 나라이다.
그들의 국기는 기독교를 상징하는데 십자가를 바탕으로 한다. 또한 국기의 빨간 부분은 예수의 성혈을 상징한다.

## 한국과의 관계
1970년 9월 대한민국과 단독으로 수교(주 뉴질랜드 한국 대사관이 겸임)하고 있으며 조선민주주의인민공화국과는 단교 중이다. 1983년 아웅산 테러 사건을 계기로 북한과 수교를 하지 않고 있다. 1980년에는 외무장관 겸 국방장관인 투푸토아 왕세자, 1996년에는 배론 베아 총리가 방한하였다. 2005년도 통계에 따르면 한국의 무역 수출 105만 달러, 한국의 무역 수입 12만 달러이다. 매년 많은 한국인이 통가를 방문하고 있으며, 통가에 거주하는 한국인들도 있다.